# Crozetöarna

TAAF:s flagga

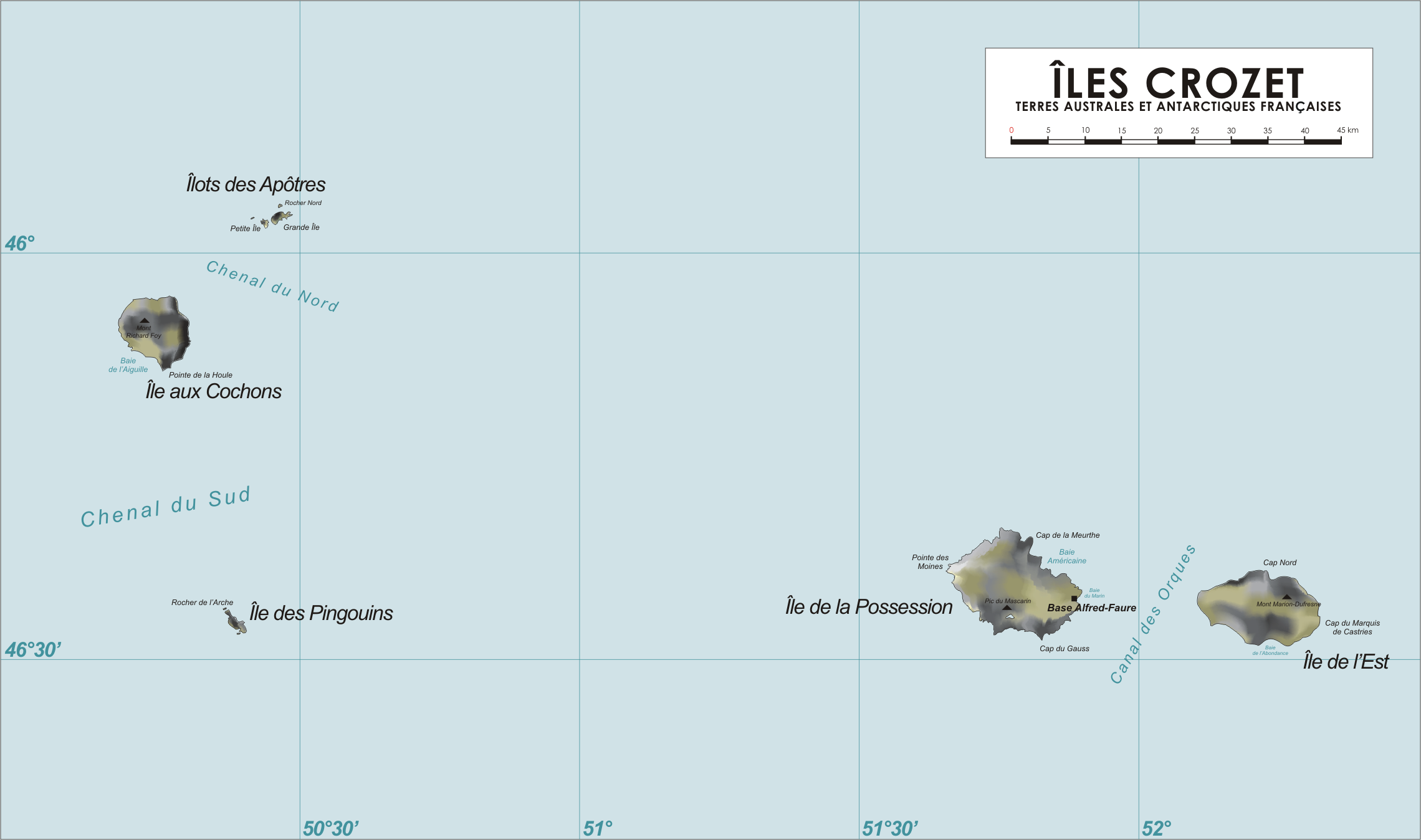
Karta över Crozetöarna

Crozetöarna (franska: Îles Crozet) eller Crozetarkipelagen (franska: Archipel Crozet) är ett antal subantarktiska öar som ligger sydost om Godahoppsudden i Indiska oceanen. Ögruppen, som tillhör de Franska sydterritorierna, ligger 2 400 km norr om det antarktiska fastlandet. 

## Geografi
Crozetöarna ligger långt från bebodda områden, mellan bredgraderna 45° 95' och 46° 50' S / 50° 33' och 52° 58' Ö. Öarna är de få punkter på den så kallade Crozetplatån, med en storlek på cirka 1 200 km x 600 km, som sticker upp ovanför vattenytan. Arkipelagen består av 6 större och 14 mindre öar, och den största ön är cirka 150 kvadratkilometer stor; totalt omfattar ögruppen 505 km². Den högsta punkten når cirka 2000 meter över havet, och längs med de branta klippkusterna har många fartyg lidit skeppsbrott.
Arkipelagen har cirka 300 regndagar om året och under 100 dagar om året är vindstyrkorna över 100 km/h (28 m/s).
Temperaturen variera oftast mellan 3 °C och 8 °C oberoende av årstiden. Den genomsnittliga årsnederbörden ligger vid 2400 mm.

### Tabell över de sex största öarna från väst till öst
| Nr | Ö-namn (svensk översättning)                      | Area (km2) | Höjd (m) | Högsta punkt         | Placering                                   |
| -- | ------------------------------------------------- | ---------- | -------- | -------------------- | ------------------------------------------- |
|    | Crozetöarna (totalt)                              | 352        | 1050     | Mont Marion-Dufresne | 45° 95' och 46° 50' S 50° 33' och 52° 58' Ö |
| 1  | Île aux Cochons (Grisön)                          | 67         | 826      | Mont Richard-Foy     | 46°06′S 50°14′Ö / 46.100°S 50.233°Ö         |
| 2  | Brisants de l'Héroïne eller Rochers de la Meurthe | 0          | 5        |                      | 46°13′S 50°22′Ö / 46.217°S 50.367°Ö         |
| 3  | Île des Pingouins (Pingvinön)                     | 3          | 340      | Mont des Manchots    | 46°27′S 50°23′Ö / 46.450°S 50.383°Ö         |
| 4  | Îlots des Apôtres (Apostelöarna)                  | 2          | 289      | Mont Pierre          | 45°58′S 50°27′Ö / 45.967°S 50.450°Ö         |
| 5  | Île de la Possession (Besittningsön)              | 150        | 934      | Pic du Mascarin      | 46°24′S 51°46′Ö / 46.400°S 51.767°Ö         |
| 6  | Île de l'Est (Östra ön)                           | 130        | 1050     | Mont Marion-Dufresne | 46°26′S 52°18′Ö / 46.433°S 52.300°Ö         |

## Historia
Öarna upptäcktes den 22 januari 1772 av Marc-Joseph Marion du Fresne och två dagar senare landsteg de på Île de la Possession. Ön döptes efter Jules Crozet som var Marion du Fresnes ställföreträdande chef. Under 1800-talet befann sig amerikanska säljägare på öarna på grund av de då stora bestånden av pälssäl. Det mesta av dessa sälar exporterades till Kina och det sägs att en effektiv säljägare kunde döda och flå 60 pälssälar i timmen. Runt 1835 hade nästan alla sälar försvunnit från öarna och istället började man jaga efter val. Runt 1840 fanns i området cirka 18 amerikanska valfångarskepp.
Säljägare lämnade några grisar på Île aux Cochons (Grisön) varav ön fick sitt namn. Île des Pingouins (Pingvinön) var fram till 1982 otillgänglig. Den nåddes sedan med hjälp av helikopter.
Sedan forskningssäsongen 1963/1964 har det funnits en fransk forskarbas på en av öarna. Stationen fick namnet Alfred-Faure. Basen förses med mat och förnödenheter av skeppet Marion Dufresne som två, tre gånger om året lämnar sin hamn på ön Reunion för att besöka bland annat Crozetöarna och Kerguelen.

## Naturen

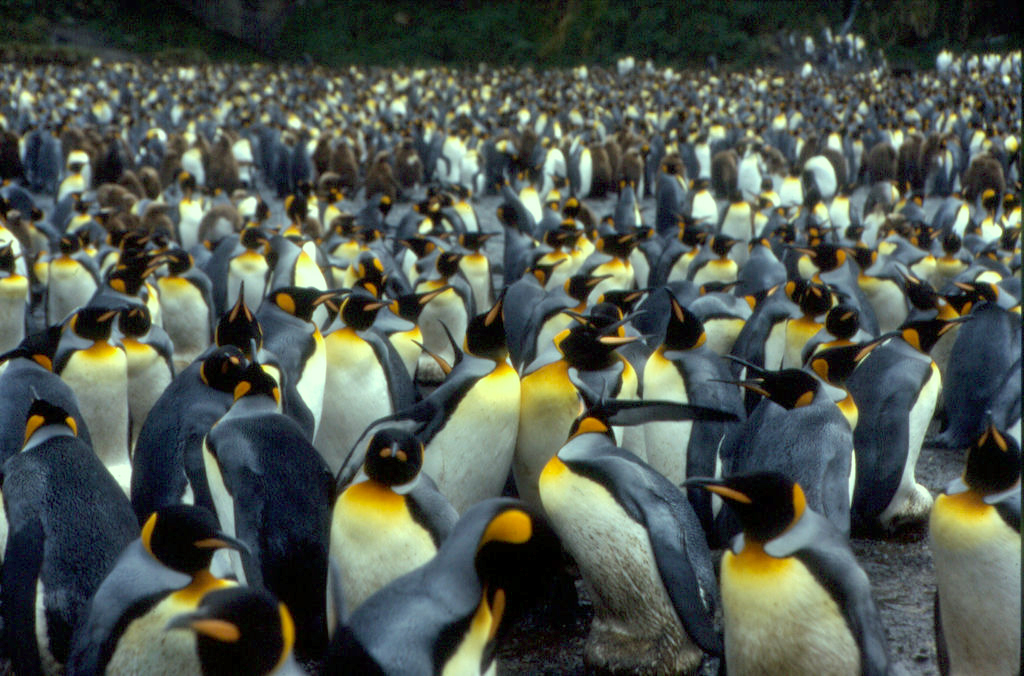
Pingviner på öarna

Öarna som inte längre har några glaciärer består av trädlösa berg och svarta stränder av vulkanisk sand. Där häckar fyra arter pingviner. Den största poulationen är Marconipingvinen (Eudyptes chrysolophus) med över två miljoner häckande par men där häckar också kungspingvin (Aptenodytes patagonicus), klipphopparpingvin (Eudyptes chrysocome) och mindre grupper med åsnepingvin (Pygoscelis papua). Där häckar också petreller och albatrosser, bland annat och vandringsalbatross (Diomedea exulans).
På öarna häckar 36 olika fågelarter.
Trots den historisk sett hårda jakten så finns det fortfarande bestånd av sydlig sjöelefant och pälssälar, bland annat Kerguelisk pälssäl (Arctocephalus tropicalis). Havet kring öarna har dessutom en större population av späckhuggare som här föredrar fisken tandnoting (se nedan) som föda.
Precis som på många av de andra subantarktiska öarna så har av människan införda djur medfört stora problem för de känsliga ekosystemen. Råttor och möss var de första att skapa problem. Senare introducerades katter för att få bukt med detta problem men det ledde bara till ännu större förödelse bland djurlivet på öarna. Andra djur som grisar, kaniner och getter som introducerats för att fungera som mat har även de haft en förödande inverkan på öarnas växt och djurliv.
I vattnen runt om arkipelagen lever bland annat den antarktiska torskarten tandnoting (Dissostichus eleginoides) som är hotad av tjuvfiske vilket har resulterat i att både Frankrike och Greenpeace patrullerar området.
Ögruppen saknar mångfald på växtarter. De få växtarter som förekommer tillhör främst familjen gräs (Poaceae), släktet Azorella och taggpimpinellssläktet (Acaena). Endast 16 arter som utvecklar blommor registrerades. På Crozetöarna dokumenterades 11 arter av tvåvingar (Diptera). Cirka 55 procent av de landlevande ryggradslösa djuren på öarna är endemiska (förekommer endast på Crozetöarna).